# Oasi del Lago di Alanno - Piano d'Orta
L'Oasi del Lago di Alanno - Piano d'Orta è un'oasi provinciale di tutela della fauna di circa 160 ettari istituita nel 2002 sul territorio dei comuni di Alanno, Bolognano, Scafa e Torre de' Passeri nella zona umida creata dalla diga di Alanno nella Val Pescara, di proprietà dell'Enel dal 1931 a sbarramento del terzo salto del fiume Pescara per l'alimentazione della centrale idroelettrica di Alanno.

## Storia
L'oasi è stata affidata in gestione al WWF Italia, rappresentato dalla sezione WWF Abruzzo, concessa in comodato dall'ENEL nel 2001. L'oasi è stata inaugurata il 6 giugno 2002.
Nel 2009-2010 è stata attivata una convenzione con Master Geslopan, master universitario di primo livello in "Gestione dello sviluppo locale nei parchi e nelle aree naturali".
Nel 2011 un incendio ha quasi completamente distrutto il canneto.

## Flora
Il canneto a Cannuccia di palude (Phragmites australis) di circa 30 ettari è considerato fino al 2011 il più esteso dell'Abruzzo.
Simbolo dell'oasi è il Giaggiolo acquatico (Iris pseudacorus), di cui si ha una buona presenza.
L'oasi rappresenta un'importante area di sosta per vari uccelli acquatici.

## Accesso
L'ingresso dell'oasi è in strada comunale Costa delle Plaie, in località Diga Enel, Alanno.

## Strutture ricettive
Nell'oasi è stato realizzato il primo sentiero-natura abruzzese creato con materiali riciclati certificati FSC, come plastica e legno.